# Blok Komunistów i Socjalistów
Blok Komunistów i Socjalistów (rum. Blocul Comuniștilor și Socialiștilor), wcześniej znany jako Blok Wyborczy Komunistów i Socjalistów (rum. Blocul electoral al Comuniștilor și Socialiștilor) – mołdawska koalicja wyborcza i parlamentarna utworzona przez Partię Komunistów Republiki Mołdawii (PCRM) i Partię Socjalistów Republiki Mołdawii (PSRM) przed wyborami parlamentarnymi w Mołdawii w 2021 roku.

## Historia
Rozmowy o utworzeniu koalicji przedwyborczej zostały rozpoczęte przez przedstawicieli PSRM w kwietniu 2021 roku. Na początku maja Igor Dodon wysłał do przewodniczącego PCRM Vladimira Voronina propozycję utworzenia koalicji wyborczej. 11 maja Komitet Centralny PCRM większością głosów zatwierdził utworzenie koalicji wyborczej, a dzień później PSRM ogłosiła, że jest gotowa podpisać protokół o utworzeniu koalicji. Centralna Komisja Wyborcza zaakceptowała wniosek o utworzenie Bloku Wyborczego Komunistów i Socjalistów 13 maja 2021.

## Wyniki wyborów
| Wybory | Parlament Republiki Mołdawii | Parlament Republiki Mołdawii | Parlament Republiki Mołdawii | Rząd     |
| Wybory | Głosy                        | Głosy                        | Mandaty                      | Rząd     |
| Wybory | Liczba                       | %                            | Liczba                       | Rząd     |
| ------ | ---------------------------- | ---------------------------- | ---------------------------- | -------- |
| 2021   | 398 675                      | 27,17 (2.)                   | 32/101                       | Opozycja |